# Jürgen Schneider (Fußballspieler)
Jürgen Schneider (* 24. August 1954) ist ein ehemaliger deutscher Fußballspieler. In der höchsten Spielklasse des DDR-Fußballs, der Oberliga, spielte er für die BSG Motor Suhl.

## Sportliche Laufbahn
In der Aufstiegsrunde 1983/84 gelang es der BSG Motor Suhl die Zugehörigkeit zur höchsten Spielklasse des DDR-Fußballs zu erspielen und erkämpfen. Jürgen Schneider hatte zu diesem Erfolg in fünf der acht Partien beigetragen. Beim vorgelagerten Ligastaffelsieg der Südthüringer erzielte der Angreifer drei Treffer in 20 Einsätzen.
Im ersten und einzigen Oberligaspieljahr der BSG Motor, der der Jagdwaffenmechaniker seit 1977 angehörte, konnten die Suhler den Abstieg nicht verhindern. Der 1,77 Meter große Schneider wurde in dieser Spielzeit nur in zwei der 26 Erstligabegegnungen eingesetzt.